# Areál pevných kontrol pro orientační běh Hliniště
Areál pevných kontrol pro orientační běh Hliniště, nebo Areál pevných kontrol orientačního běhu Staré Hliniště, je areál pevných kontrol orientačního běhu v přírodní památce Staré hliniště v městské části Pod Bezručovým vrchem města Krnov v okrese Bruntál. Geograficky se také nachází v Zlatohorské vrchovině v Moravskoslezském kraji a Horním Slezsku.

## Historie a popis areálu
Areál pevných kontrol pro orientační běh Hliniště umožňuje široké veřejnosti vyzkoušet si sport orientační běh, v duch sloganu „Dobrodružství v přírodě“ na vlastní kůži. V oblasti je umístěno několik pevných kontrolních stanovišť orientačního běhu, která jsou označena červenobílým čtvercem. Areál byl slavnostně otevřen 19. září 2012. Orientační běžci zde chystají pro rodiče s dětmi a malé i velké příznivce pár okruhů s novou mapou Starého hliniště.Existuje také mapa pro orientační běh v této oblasti.

## Další informace
Areál je celoročně volně přístupný a vede jím také naučná stezka Staré Hliniště.

## Galerie

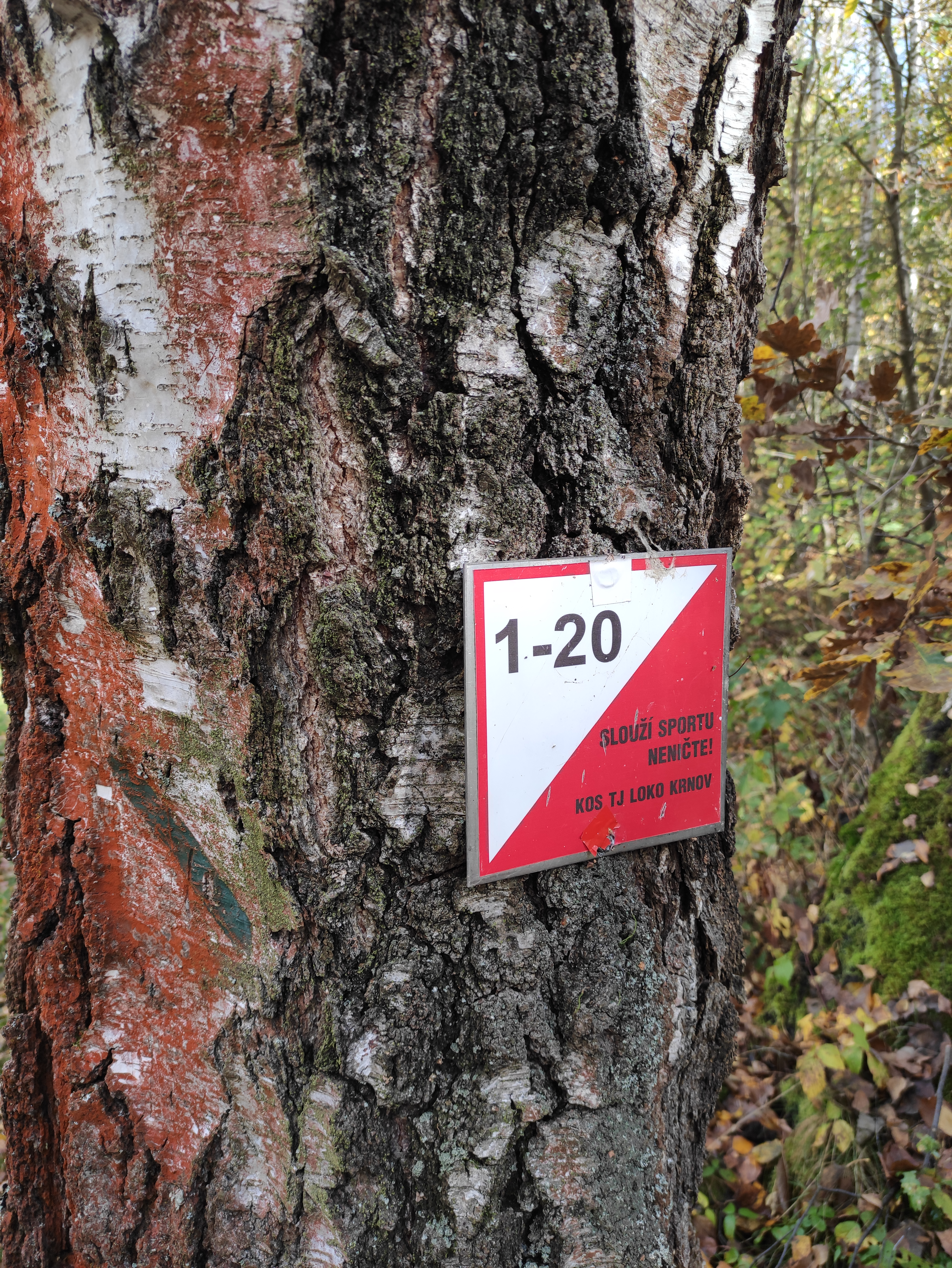
Vyznačená kontrola